# Chris Dekker (muzikant)
Chris Dekker (17 maart 1976) is een Nederlands popmuzikant.
Hij was bassist van onder meer de bands Boilersuit en The La La Lies. Dekker is hoofdredacteur van De Bassist en schrijft voor Musicmaker. Voor dit muzikantenblad doet hij interviews en schrijft hij over oude gitaren, bassen en versterkers. Daarnaast is en was hij werkzaam in de popindustrie, zoals voor de Grote Prijs van Nederland, het muziekblad LiveXS en poppodium P60 in Amstelveen.
Dekker heeft meegewerkt aan de totstandkoming van het boek van Erik Bevaart Muziekliefhebber, 25 korte verhalen (2007).